# Fajum

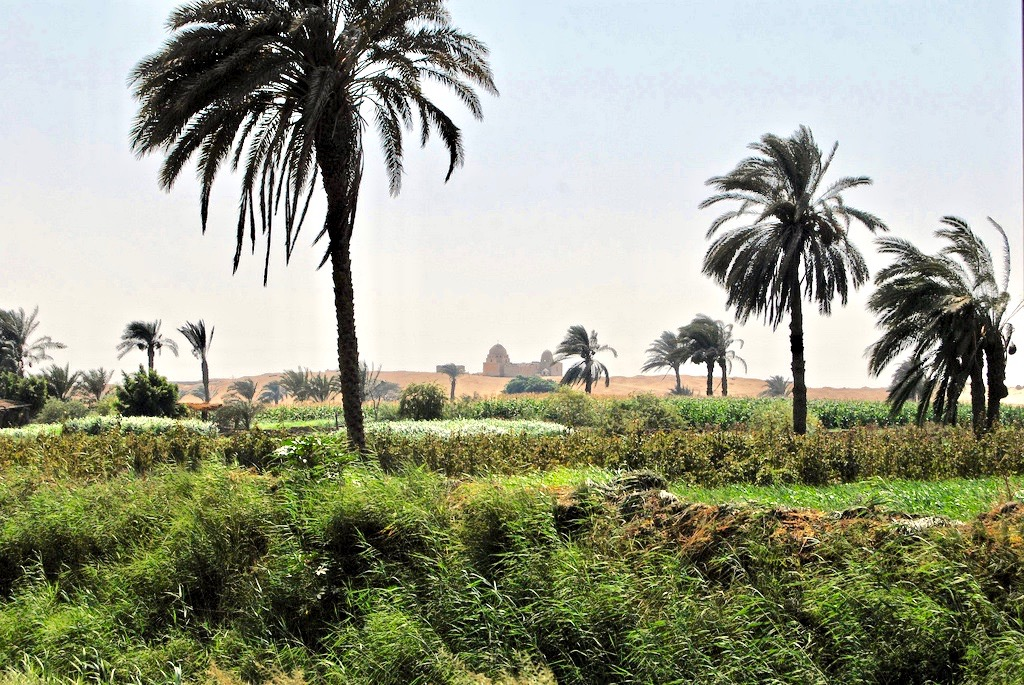
Widok na oazę Fajum

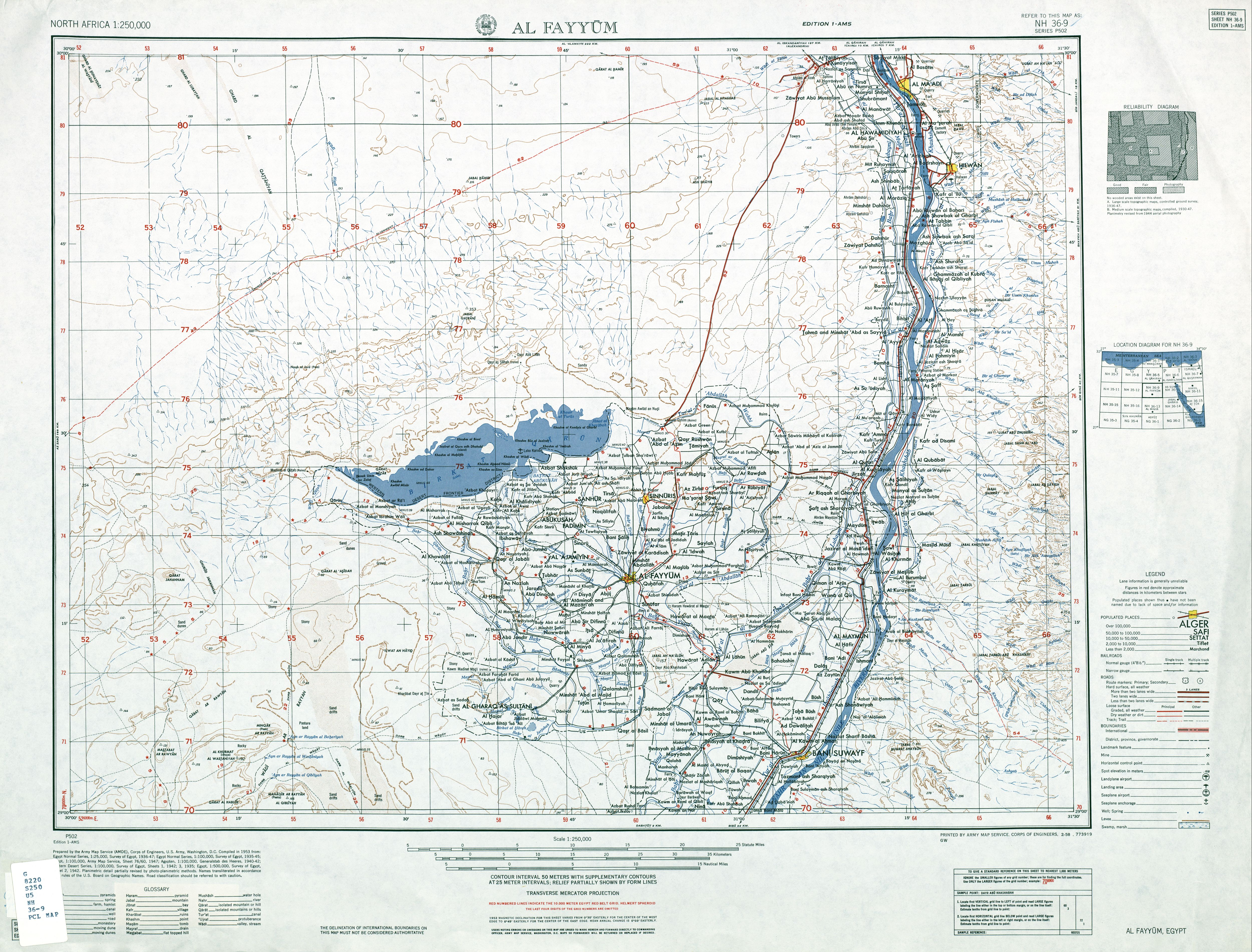
Mapa oazy Fajum

Fajum (arab. ‏الفيوم‎, w transkrypcji ISO: Al-Fayyūm) – oaza w północnym Egipcie, na Pustyni Libijskiej, w muhafazie Fajum.
Stolicą regionu jest miasto Fajum, a w oazie są jeszcze 4 mniejsze miasta oraz liczne osiedla i wioski.
Jest to ważny obszar rolniczy, hodowlany i sadowniczy Egiptu: prowadzi się tu uprawę zbóż, bawełny, trzciny cukrowej, warzyw, owoców, kwiatów i tytoniu oraz hodowlę drobiu, bydła, kóz i owiec. Nad jeziorem rozwinęło się rybołówstwo i turystyka. Na południu oazy znajdują się złoża rud żelaza.

## Historia
Oaza powstała na skutek przedostania się wody z Nilu do zagłębienia tektonicznego i utworzenia jeziora Karun (starożytne Moeris), do którego następnie wybudowano kanał Józefa dostarczający stale wodę z Nilu.
Najstarsze, odkryte ślady osadnictwa pochodzą z czasów paleolitu. Z okresu neolitu pochodzą kultury fajumskie określane jako Fajum A i Fajum B. Zorganizowany proces zagospodarowywania Fajum rozpoczął założyciel XII dynastii Amenemhat I około 1980 p.n.e. W okresie Średniego Państwa, faraon XII dynastii Senuseret II polecił wykonać system kanałów nawadniających wokół oazy. Dzieło było kontynuowane przez jego następców, zwłaszcza przez Amenemhata III (Amenemes III). Dzięki temu, teren ten stał się najbardziej żyznym obszarem Egiptu. Zachowane zabytki pochodzą z czasów XII dynastii (piramidy, świątynie, zwoje papirusów). Ośrodek kultu boga Sobka.
Cenniejsze zabytki oazy to: piramidy władców XII dynastii (XX–XVIII w. p.n.e.) w Hawara i Al-Lahun, świątynie z tego okresu w Maadi (gr. Narmutis), świątynia grobowa - „labirynt” w Hawara, ruiny Szedet (gr. Krokodilopolis) z resztkami świątyni Sobka, Klasztor Archanioła Gabriela w Naqlun

## Odkrycia
- Papirus Fouad 266 – papirus odkryty w 1939 w Fajum, zawiera fragmenty Rdz i Pwt). Fragmenty te znajdują się obecnie w Kairze i są własnością Societé Royale de Papyrologie. Zawierają przed-heksaplarny tekst Septuaginty z I w. p.n.e.

- Portrety fajumskie – portrety mumiowe, powstające w Egipcie za czasów rzymskich (I–IV wiek n.e.). Nazwa pochodzi od oazy Fajum, do której należało miasto Arsinoe z nekropolią Hawara, w której w 1888 angielski archeolog William Flinders Petrie znalazł pierwszy i największy zarazem zbiór tych malowideł.